# ماساتو يوزاوا
ماساتو يوزاوا (باليابانية: 湯澤 聖人) (10 أكتوبر 1993 في إيباراكي في اليابان – )؛ هو لاعب كرة قدم ياباني سابق كان يلعب كمدافع.

## وصلات خارجية
- ماساتو يوزاوا على موقع رابطة كرة القدم اليابانية للمحترفين (اليابانية)
- ماساتو يوزاوا على موقع قاعدة بيانات كرة القدم.إي يو (الإنجليزية)
- ماساتو يوزاوا على موقع Soccerway.com (الإنجليزية)
- ماساتو يوزاوا على موقع عالم كرة القدم.نت (الإنجليزية)